# Gottes gesegneter Immanuel

Immanuelis Zechenhaus

Gottesgesegneter Immanuel, zeitgenössisch auch Gottesgeseegneter Immanuel, war eine Fundgrube und dazu gehörender Stolln im Bergrevier Johanngeorgenstadt im sächsischen Erzgebirge.

## Lage
Am mittleren Fastenberg, auf dem sich Johanngeorgenstadt erstreckt, wurden im 17. Jahrhundert mehrere Gruben zum Abbau unmittelbar benachbarter Erzgänge betrieben. Dazu zählte auch das im Bergquartal Reminiscere 1680 verliehene Bergwerk Gottesgesegneter Immanuel am Breitenbach, der hier die Grenze zwischen dem Kurfürstentum Sachsen und dem Königreich Böhmen bildete. Der Gottesgesegnete-Immanuel-Stolln wurde auf dem Gottesgesegneten-Immanuel-Spat aufgefahren. Am Kunst- und Treibeschacht der Frisch-Glück-Fundgrube steht er über zwei Gesenke mit dessen 78-Lachter-Strecke in Verbindung. Hier kreuzt der Richtung Nordost einfallende Gottesgesegnete-Immanuel-Spat den Richtung Südwest einfallenden Frisch-Glück-Spat. Nach mehreren vergeblichen Jahren stieß man erstmals 1708 auf Erz. Auch in den folgenden Jahren erfolgte durch das Bergwerk ein relativ gutes Silbererzausbringen, welches vom Johanngeorgenstädter Ortschronisten detailliert bis zum Jahre 1722 aufgelistet wurde. So wurden zwischen 1708 und 1718 auf jeden Kux 32 Taler Ausbeute gezahlt. Ende 1722 war indessen die Schuld der Grube auf 8277 Taler gestiegen.
Im Bereich östlich der Frisch-Glück-Fundgrube wurde bis 1805 ein gemeinschaftliches Grubenfeld betrieben.
Abraham Gottlob Werner hatte aus dem Gottesgesegneten Immanuel mehrere Schaustücke in seinem Mineralien-Kabinett in Freiberg.
Bis 1832 wurden 979 kg Silber ausgebracht. Bekannt wurde das Bergwerk im 18. Jahrhundert auch durch Funde von weißem Knospenkobalt.
Das Mundloch des Stollns existiert nicht mehr. Es wurde beim Bau der Wittigsthalstraße 1928 beseitigt. Erhalten hat sich bis zum heutigen Tag das frühere Huthaus an der tschechischen Grenze, das heute im umgebauten Zustand als Wohnhaus genutzt wird, nachdem es beim Hochwasser am 6. Juli 1931 Schäden erlitten hatte. Um 1800 wurde es auch als Immanuelis Zechenhaus bezeichnet.